# Psychonauts 2
Psychonauts 2 è un videogioco a piattaforme sviluppato da Double Fine Productions e pubblicato da Xbox Game Studios. Il gioco, sequel di Psychonauts, è stato pubblicato il 25 agosto 2021 per Microsoft Windows, PlayStation 4, Xbox One e Xbox Series X/S, e il 24 maggio 2022 per macOS e Linux.
Come nel primo gioco, il giocatore controlla Raz, un giovane acrobata che si sta allenando per diventare uno Psiconauta, un membro di una task force internazionale che usa le proprie capacità psichiche per fermare coloro che compiono atti nefasti con le proprie forze psichiche. All'interno di Psychonauts 2, gli Psiconauti cercano di scoprire chi c'è veramente dietro il rapimento del loro leader, svelando un profondo mistero che circonda la fondazione dell'organizzazione e la storia della famiglia di Raz. Per svelare il mistero, Raz entra nella mente di vari personaggi per scoprire indizi. All'interno di questi "mondi" mentali, Raz può eseguire una serie di abilità psichiche che gli consentono di manovrare le menti e combattere le creature mentali che esse producono.

## Trama
Dopo gli eventi di Psychonauts in the Rhombus of Ruin  Raz, assieme agli Psiconauti Sacha, Milla, Oleandar e alla sua ragazza Lili Truman, ha recuperato il padre di quest'ultima, Truman Zanotto, attuale capo degli Psiconauti, ora in coma, dalle grinfie del dottor Caligosto Loboto, entrando assieme a loro nella mente dell'ex-dentista per capire il perché del rapimento, ma trovano la sua psiche al sicuro dai loro sforzi. Tuttavia, Raz ha modo di scoprire che Loboto era agli ordini di qualcuno per il quale provava terrore, ma viene riportato alla realtà quando ha una visione di una donna dai poteri idrocinetici. 
Ripresosi assieme agli altri il ragazzo spiega cosa ha visto, al che Sasha identifica la donna come Maligula, una crudele idrocinetica che ha inondato e distrutto la nazione di Grulovia. Raz sa benissimo chi è, sia perché la sua famiglia era originaria di Grulovia, sia perché fu affrontata e eliminata dal suo idolo Ford Cruller assieme ai suoi colleghi, un tempo conosciuti come gli Psichici Sei, i precursori degli Psiconauti. Sacha spiega che la figura di Maligula è venerata da un gruppo di fanatici noti come Alluvionisti, che stanno cercando di riportarla in vita attraverso la negromanzia. Gli agenti sospettano che qualcuno dei loro colleghi stia facendo il doppiogioco e abbia organizzato il rapimento di Truman.
Arrivati al Motherlobe, il quartier generale degli Psiconauti, il gruppo viene accolto da Hollis Forsythe, la seconda in comando di Truman, la quale degrada Raz, poiché l'autorità di Ford per lei non conta nulla, ma accetta di accoglierlo come stagista assieme agli altri giovani nella base, sebbene il primo incontro con questi non sia il migliore. A peggiorare le cose, la famiglia di Raz, gli Aquato, si stabiliscono vicino al Motherlobe; Raz non è contento della situazione, poiché, oltre all'imbarazzo, solo il padre (che dopo gli eventi del primo gioco è divenuto più aperto ai poteri psichici e vuole lui stesso imparare ad usarli) e la madre (che lo ama incondizionatamente) lo sostengono, mentre tutti gli altri familiari lo vedono in malo modo per essere divenuto un Psiconauta, specie Nona Aquato, la matriarca, che li odia quando uno di questi la maledisse e rese tutta la sua famiglia impossibilita ad avvicinarsi all'acqua per paura di affogare.
Raz viene inoltre assegnato alla consegna delle lettere e della posta sotto la supervisione di Nick Johnsmit, ma non lo trova. Quando poi deve consegnare un pacco, il ragazzo trova Raz trova il corpo di Nick scervellato (ossia privo di cervello grazie ad una tecnica vista nel primo gioco), il che non ha senso, visto che Nick non ha poteri ed è amato da tutti nella base. Oltre a ciò trova la chiave di una stanza al Lady Luctopus Casino, ma non gli è permesso indagare visto che è uno stagista. Durante un esercizio di addestramento, Raz usa i suoi poteri per convincere Hollis a portare gli stagisti in missione. Tuttavia, fa emergere la dipendenza dal gioco d'azzardo latente di Hollis ed è costretto ad entrare di nuovo nella sua mente per annullare questo per riportare la missione sulla buona strada. Questo fa arrabbiare sia Hollis che gli altri agenti, specie Sacha, ma viene perdonato perché ha posto rimedio da solo all'errore. Durante le indagini, Raz arriva alla stanza designata, trovando le prove che lì vi dimorava un Alluvionista e un foglietto di carta che indica Lili come il doppio agente, o bersaglio.
Raz mostra a Lili quello che ha trovato, ma lei si rifiuta di crederci e se ne va. Con sorpresa di Raz, Truman si sveglia e spiega che sta solo fingendo il coma per sicurezza, rivelandogli, inoltre, che Maligula è ancora viva, ma l'unico che sa effettivamente qualcosa al riguardo è Ford Cruller. Raz porta Ford Cruller al Motherlobe, ma la sua mente è a pezzi dopo lo scontro con Maligula, perciò è costretto a ricostituire le sue personalità divise, poiché detiene il segreto dietro Maligula, aiutando nel frattempo gli altri membri degli Psichici Sei a superare i loro traumi mentali che si sono sviluppati dopo il loro combattimento con l'idrocineta. 
Una volta che la mente di Ford è ripristinata, l'uomo racconta tutta la verità a Raz: un tempo gli Psichici erano in sette, poiché assieme a loro vi era Lucrecia Mux, una giovane idrocineta che aveva una relazione romantica con Ford. Lucrecia ritornò a Grulovia per aiutare la sua nazione, ma sotto il trattamento abusivo del suo leader, lo Gzar Theodore, diventò sempre più instabile, sedando le rivolte in modo violento, creando una personalità violenta e sadica come reazione di attacco o fuga, ossia Maligula. Come risultato la donna andò fuori controllo e inondò il paese, uccidendo manifestanti pacifici e costringendo lo Gzar e la sua famiglia all'esilio. Gli Psichici Sei sconfissero Maligula, ma Ford la risparmiò, utilizzando segretamente una delle invenzioni del suo amico Otto, l'Astrotornio, un dispositivo che apporta alterazioni permanenti alla mente, per seppellire la personalità di Maligula nel profondo della mente di Lucrecia e farle credere di essere Marona "Nona" Aquato, che morì durante l'alluvione. Ford alterò anche i ricordi del figlio di Marona, Augusto, per accettare Lucrecia come sua madre. Ciò non è stato scelto a caso, in quanto Marona era la sorella di Lucrecia, e ciò vuol dire che la donna è la pro-zia di Raz. Alla fine, Ford usò il macchinario per dividere la propria mente e dimenticare Lucrecia e per impiantare la paura dell'acqua in Nona e al resto della famiglia Aquato come ultima precauzione per evitare che lei manifestasse o usasse i suoi poteri, facendo capire a Raz che non sono mai stati maledetti come ha sempre creduto. Raz, inorridito dalla rivelazione, scappa per avvertire la sua famiglia, ma Ford avverte che i ricordi della famiglia verranno svelati e potrebbero attaccarla, innescando la personalità di Maligula nel processo.
A quel punto Ford e Raz trovano Nona nella vicina Gola Pungiverde, un tempo casa degli Psichici Sei, dove è custodito l'Astrotornio, poiché Nona sta cominciando a ricordare il suo passato. Qui Ford rivela di sentirsi in parte responsabile della creazione di Maligula, avendo sperimentato con lei e con gli altri i propri poteri spingendosi oltre il limite, rendendo Lucy vulnerabile. Ford sostiene che con l'aiuto dei suoi vecchi amici possono usare macchinario per creare un ulteriore buco nella mente di Nona, per bandire permanentemente la personalità di Maligula. 
Riunitisi, gli psichici, dopo un toccante incontro con Lucrecia (che non hanno mai odiato) attivano il macchinario e Raz entra nella mente della nonna, dove scopre che stava già ricordando elementi di Lucrecia, ed è stata lei, travestendosi nel misterioso individuo che diede l'opuscolo del campo estivo a Raz, a convincerlo ad andare a Whispering Rock come mezzo indiretto per chiedere l'aiuto degli Psiconauti. 
Mentre Ford e Raz si preparano a bandire Maligula, Raz viene improvvisamente rimosso dalla mente di Nona da Truman, chiamato dalla sospettosa stagista Norma. Sopraggiunge Lili, che trova strano l'atteggiamento del padre, così lei e Raz entrano nella sua mente e scoprono che il suo cervello è in realtà quello di Nick, che rivela di essere Gristol Malik, il figlio dello Gzar Theodore.
Nella sua mente, che richiama una giostra a tema propagandistica, si vede la visone distorta della realtà di Gristol, il quale incolpa gli Psiconauti per la distruzione della nazione che era destinato a governare e che hanno costretto lui e i suoi genitori ad abbandonare il loro titolo di regali (pur conservando le loro ricchezze, visto che viveva da anni in una lussuosa camera di hotel), mentre vedeva Maligula come una salvatrice e protettrice della nazione. 
In punto di morte, Theodore rivelò al figlio che Maligula era ancora viva, e perciò decise di farla tornare dalla sua parte, ma quando andò da Ford a Whispering Rock vide come fosse ancora devastato, perciò ideò un nuovo piano: si infiltrò tra gli Psiconauti sotto lo pseudonimo di Nick per studiarli, specie Truman, poi si unì a Loboto per far si che  sostituisse il cervello di Truman con il suo, usando la posizione di Truman per far rivivere Maligula, distruggere gli Psiconauti e riconquistare Grulovia. Raz comunque affronta Gristol e assieme a Lili riesce ad uscire, non prima di scoprire dove è custodito il cervello di Truman.
Purtroppo, una volta usciti, la personalità di Maligula si risveglia e gli altri Psiconauti arrivano troppo tardi. In preda alla confusione, Maligula si scaglia e attacca l'area, formando una tempesta che devasta Gola Pungiverde. 
Raz, Lili e Norma sono gli unici abbastanza fortunati da scappare. Mentre Lili va alla ricerca del cervello di Truman, Raz torna di corsa dalla sua famiglia, ora consapevole della verità, chiedendogli aiuto, e grazie ad uno dei loro numeri acrobatici più famosi, aiuta Raz a raggiungere Maligula e ad entrare nella sua mente.
Raz combatte la personalità di Maligula, ma è in svantaggio fino a quando non sopraggiungono gli altri stagisti, convocati da Norma, che lo aiutano ad indebolirla finché Nona non emerge. Lei e Raz uniscono i loro poteri, come fece il giovane col padre tempo addietro, per sigillare Maligula nelle profondità create dall'Astrotornio. 
Dopo questi eventi, Nona viene graziata e si ricongiunge con Ford, andando a vivere nella loro vecchia casa, il cervello di Truman viene ripristinato, Malik viene imprigionato per terapia, alla famiglia di Raz viene concesso di rimanere qualora volessero imparare ad usare i loro poteri psichici, mentre Raz e gli stagisti si diplomano per diventare agenti junior.
Alla fine Raz vede Loboto fuggire per recuperare suo figlio da Whispering Rock, aprendo la possibilità ad un possibile terzo capitolo della serie. 

## Sviluppo
L'originale Psychonauts, pubblicato nel 2005, è stato accolto positivamente dalla critica, ma non è riuscito a vendere bene ed è stato considerato un fallimento commerciale dopo la sua uscita. Double Fine e il game director Tim Schafer avevano espresso il desiderio di creare un sequel di Psychonauts, ma la quantità di denaro necessaria per sviluppare il gioco ha bloccato ogni serio tentativo per diversi anni. Double Fine ha cercato di ottenere abbastanza soldi per finanziare gli sviluppi di Psychonauts 2 attraverso un crowdfunding da 3,3 milioni di dollari e una campagna di investimenti attraverso Fig, lanciata contemporaneamente all'annuncio del gioco. La campagna ha raccolto quasi 4 milioni di dollari all'inizio del 2016. Nel 2019 Microsoft ha acquisito Double Fine come parte di Xbox Game Studios, acquisendo inoltre i diritti di pubblicazione di Psychonauts 2 da Starbreeze Studios, che avrebbe dovuto inizialmente pubblicare il gioco.

## Accoglienza
| Testata                        | Versione | Giudizio |
| ------------------------------ | -------- | -------- |
| Metacritic (media al 20-11-21) | PC       | 89/100   |
| Metacritic (media al 20-11-21) | PS4      | 87/100   |
| Metacritic (media al 20-11-21) | XONE     | 91/100   |
| Metacritic (media al 20-11-21) | XSXS     | 87/100   |
| Destructoid                    | PC       | 8/10     |
| EGM                            | XSXS     | 4/5      |
| Game Informer                  | XSXS     | 9/10     |
| GameRevolution                 | PC       | 8.5/10   |
| GameSpot                       | XSXS     | 9/10     |
| IGN                            | PC       | 8/10     |
| PC Gamer                       | PC       | 89/100   |
| VG247                          | PC       | 5/5      |

Psychonauts 2 ha ricevuto un'accoglienza positiva dalla critica, andando ad ottenere una media di valutazioni sul sito aggregatore di recensioni Metacritic pari a 89 su 100 per la versione PC, 87 su 100 per la versione PS4, 91 su 100 per la versione Xbox One e 87 su 100 per la versione Xbox Series X/S.

### Riconoscimenti
| Anno                        | Premio                            | Categoria       | Risultato     | Ref |
| --------------------------- | --------------------------------- | --------------- | ------------- | --- |
| 2021                        |                                   |                 |               |     |
| Golden Joystick Awards 2021 | Best Storytelling                 | Candidato/a     | [ 19 ] [ 20 ] |     |
| Golden Joystick Awards 2021 | Best Visual Design                | Candidato/a     | [ 19 ] [ 20 ] |     |
| Golden Joystick Awards 2021 | Xbox Game of the Year             | Vincitore/trice | [ 19 ] [ 20 ] |     |
| Golden Joystick Awards 2021 | Ultimate Game of the Year         | Candidato/a     | [ 19 ] [ 20 ] |     |
| The Game Awards 2021        | Gioco dell'anno                   | Candidato/a     | [ 21 ]        |     |
| The Game Awards 2021        | Miglior Direzione Videoludica     | Candidato/a     | [ 21 ]        |     |
| The Game Awards 2021        | Miglior Narrativa                 | Candidato/a     | [ 21 ]        |     |
| The Game Awards 2021        | Miglior Direzione Artistica       | Candidato/a     | [ 21 ]        |     |
| The Game Awards 2021        | Miglior Gioco di Azione/Avventura | Candidato/a     | [ 21 ]        |     |

Psychonauts 2 è stato candidato ai The Game Awards 2021 nelle categorie Gioco dell'anno, Miglior direzione videoludica, Migliore direzione artistica, Migliore narrativa e Miglior gioco di azione/avventura.